# Steinar Gundersen
Steinar Gundersen (ur. 16 listopada 1970 w Oklungen), znany również jako Azarak – norweski muzyk, kompozytor i instrumentalista. Steinar Gundersen znany jest przede wszystkim z występów w progmetalowej grupie muzycznej Spiral Architect. Wcześniej występował w zespole King’s Quest. W latach 1999–2003 występował w blackmetalowej formacji Lunaris. W międzyczasie uzupełnił koncertowy skład zespołu Satyricon. W 2007 roku wystąpił gościnnie na płycie zespołu Scariot pt. Momentum Shift. Od 2009 roku występuje w ramach projektu Sarke. Z kolei w 2011 roku został gitarzystą zespołu Simena „ICS Vortexa” Hestnæsa.
Współtworzył również awangardowy zespół blackmetalowy pod nazwą System:Obscure. Skład grupy oprócz Gundersena tworzyli: perkusista Tony Laureano, wokalista Lars „Balfori” Larsen, organista Bugge Wesseltoft oraz basista Lars Norberg. Muzycy zarejestrowali jedynie trzyutworową płytę promocyjną, a także wystąpili w 2006 roku na Inferno Metal Festival.
W 2004 roku Steinar Gundersen i Arnt Ove Grønbech, wówczas obaj występujący w zespole Satyricon zostali oskarżeni o zgwałcenie jednej z fanek, po koncercie w Toronto w Kanadzie. Zatrzymani muzycy opuścili więzienie po wpłaceniu 50 tys. dolarów kanadyjskich kaucji, każdy. Ostatecznie oskarżenie wobec muzyków zostało odsunięte.

## Dyskografia
- Spiral Architect - A Sceptic's Universe (2000, Sensory Records)
- Lunaris - ...The Infinite (2002, Elitist Records)
- Scariot - Momentum Shift (2007, Elitist Records)
- Satyricon - My Skin Is Cold (2008, Indie Recordings, Roadrunner Records)
- Sarke - Oldarhian (2011, Indie Recordings)
- Sarke - Bogefod (2016, Indie Recordings)